# Overwatch League
 (juillet 2018).
L'Overwatch League est une ligue professionnelle de sport électronique dédiée au jeu vidéo Overwatch et organisée par Blizzard Entertainment,,. Les équipes de l'Overwatch League sont des franchises permanentes qui portent les couleurs des grandes villes du monde.
La compétition est composée de quatre étapes (qui durent chacune cinq semaines) et de séries éliminatoires. Les équipes s'affrontent à la Blizzard Arena à Los Angeles sauf pour la grande finale qui se passe au Barclays Center à New York. Le vainqueur du championnat remporte en récompense un million de dollars.
Les matchs de la saison inaugurale étaient diffusés sur Twitch, MLG, le réseau ESPN, Disney XD et sur le site web de l’Overwatch League.

## Histoire

### Concept
Blizzard Entertainment a commencé le développement du jeu Overwatch en 2013, au moment où le sport électronique a gagné en popularité grâce à l'accessibilité des plateformes live en streaming. Cependant, le développement du jeu n'a pas été consacré à l'e-Sport. Selon le producteur Jeff Kaplan, « il est dangereux d'être trop engagé à l'eSport trop tôt dans la durée de vie du jeu ». Mais pendant la période bêta de Overwatch, entre la fin de 2015 et la mi-2016, Blizzard a observé que des joueurs formaient déjà des compétitions et des tournois sur ce jeu. C'est alors que le studio américain a considéré le potentiel de la mise en place de ces compétitions et a commencé à élaborer la base de la ligue de Overwatch.
L'Overwatch League a été officiellement annoncé lors de la BlizzCon de 2016. L'annonce a déclaré que la ligue mettra en vedette des équipes franchisées qui embaucheront des joueurs de Overwatch qui participeront aux matchs en direct et par le streaming vidéo. Plutôt que de suivre le format classique de l'E-Sport qui utilise la relégation et la promotion comme dans la série de championnat de League of Legends, Blizzard a voulu suivre le modèle américain, utilisé dans la NBA et dans d'autres sports majeurs des États-Unis, qui fonctionne avec un système de franchise.

### Partenariats
Quelques jours avant le début de la saison régulière de 2018, Blizzard et Twitch ont signé un partenariat qui donne à la plateforme streaming le droit de diffuser les matchs de l'Overwatch League de la saison 2018 et 2019. Il ne s'agit pas d'une exclusivité puisque Blizzard compte toujours de diffuser les matchs sur son site web ; mais Twitch est le premier site tiers à avoir fait un accord avec Blizzard pour diffuser les matchs. La ligue recevra au moins 90 millions de dollars de la part de Twitch pour donner les droits de diffusion.
En Mai 2018, Blizzard signe un contrat de plusieurs années avec la branche esport d'Upper Deck pour produire un jeu de carte à collectionner basé sur les joueurs de l'overwatch league.
Le 11 juillet 2018, Disney et Blizzard annoncent que l'Overwatch League va être diffusée sur Disney XD, les chaînes ESPN (ESPN, ESPN2, ESPN3 et ESPNews; et la finale sur ABC.
Peu de temps avant la saison 2020,l’Overwatch League annonce sur son site officiel  et sur leur page Instagram que le week-end inaugural sera diffusé uniquement sur la plateforme Youtube Gaming

## Divisions et matchs

### Matchs
Pendant la saison régulière, les équipes doivent remporter des matchs pour augmenter leur score total. Un match se joue dans quatre parties sur quatre cartes différentes mais s'il y a une égalité une cinquième carte sera en jeu.
Lors des playoffs, pour monter en demi-finale, les équipes doivent gagner deux matchs dans lesquels elles doivent gagner trois parties sur trois cartes différentes comme pour monter en finale et aussi pour remporter le titre de champions de la saison.
Un cadreur basé sur l'IA suit l'action du jeu ainsi que de sélectionner les replays au cours du match.

## Format d'une saison

### Présaison
Un mois avant la saison régulière, les équipes jouent des matchs d'exhibition diffusés en direct à la Blizzard Arena pour se préparer à la compétition. La présaison ne dure que trois jours.

### Saison régulière (quatre étapes)
La saison est divisée en quatre étapes (ou phases) de cinq semaines chacune, séparées par une pause de dix jours. Chaque semaine, trois à quatre matchs ont lieu du mercredi au samedi à la Blizzard Arena à Los Angeles.
Les victoires et les défaites survenues au cours des étapes affectent le score total de la saison et la qualification pour les séries éliminatoires. Car les équipes gagnent des bonus de performance (une somme d'argent entre 25 000 et 300 000 $) à la fin de la saison régulière, en fonction de leur classement donc de leur score total sur la saison.
À la fin d'une phase, les trois équipes les mieux classées des cinq semaines précédentes se disputeront deux matchs de prestige (qui n'affectent pas le score total) pour un bonus de 100 000 $ et ainsi devenir vainqueur de l'étape.

### Séries éliminatoires et finale
À la fin de l'étape 4 (ou phase 4), six équipes sont qualifiées pour les séries éliminatoires à la Blizzard Arena afin de se disputer le titre de champions de la saison et le trophée de l'Overwatch League.
Les premières équipes des deux divisions sont qualifiées pour les séries éliminatoires et sont placées en demi-finales, et les quatre autres meilleures équipes sont qualifiées pour les séries éliminatoires et sont placées en quart de finale peu importe leur division. En quarts de finale la sixième équipe du classement affrontera la troisième équipe tandis que la cinquième équipe affrontera la quatrième équipe. Ensuite, lors des demi-finales, l'équipe ayant terminé le plus bas au classement des quarts de finale affrontera la première équipe du classement tandis que l'équipe ayant terminé en tête du classement des quarts de finale rencontrera l'autre équipe qui s'était qualifiée directement en demi-finale. Lors de la finale, les vainqueurs vont s'affronter au Barclays Center à New York pour décrocher le titre de champions.

## Saison 2018
Douze équipes, chacune basée dans une ville globale, participeront à la saison inaugurale 2018 de la Ligue. Ces franchises sont majoritairement américaines et sont divisées en deux divisions : la division Atlantique et la division Pacifique.
| Divisions           | Équipes                | Villes           | Propriétaire de l'équipe       |
| ------------------- | ---------------------- | ---------------- | ------------------------------ |
| Division Atlantique | Boston Uprising        | Boston           | Kraft Group                    |
| Division Atlantique | Florida Mayhem         | Miami et Orlando | Misfits Gaming                 |
| Division Atlantique | Houston Outlaws        | Houston          | OpTic Gaming                   |
| Division Atlantique | London Spitfire        | Londres          | Cloud9                         |
| Division Atlantique | New York Excelsior     | New York         | Sterling.VC                    |
| Division Atlantique | Philadelphia Fusion    | Philadelphie     | Comcast Spectacor              |
| Division Pacifique  | Dallas Fuel            | Dallas           | Team Envy                      |
| Division Pacifique  | Los Angeles Gladiators | Los Angeles      | Kroenke Sports & Entertainment |
| Division Pacifique  | Los Angeles Valiant    | Los Angeles      | Immortals                      |
| Division Pacifique  | San Francisco Shock    | San Francisco    | NRG Esports                    |
| Division Pacifique  | Seoul Dynasty          | Séoul            | Gen.G                          |
| Division Pacifique  | Shanghai Dragons       | Shanghai         | NetEase                        |

### Résultats
Après plusieurs mois de compétition, la finale a lieu le 27 et 28 juillet 2018 et oppose Philadelphia Fusion à London Spitfire. Après deux matchs, ce sont les London Spitfire qui deviennent les premiers champions de l'Overwatch League.
| Saison | Vainqueur       | Finaliste           | 3e/4e                                  | 5e/6e                                  | MVP (=meilleur joueur) de la finale        |
| ------ | --------------- | ------------------- | -------------------------------------- | -------------------------------------- | ------------------------------------------ |
| 2018   | London Spitfire | Philadelphia Fusion | New York Excelsior Los Angeles Valiant | Los Angeles Gladiators Boston Uprising | Joon-yeong "Profit" Park (London Spitfire) |

## Saison 2019
8 nouvelles franchises intègrent l'Overwatch League pour la saison 2019: Atlanta, Paris, Toronto, Washington pour la division Atlantique et Chengdu, Guangzhou, Hangzhou, Vancouver pour la division Pacifique
| Divisions           | Équipes                | Villes           | Propriétaire de l'équipe        |
| ------------------- | ---------------------- | ---------------- | ------------------------------- |
| Division Atlantique | Atlanta Reign          | Atlanta          | Atlanta Esports Ventures        |
| Division Atlantique | Boston Uprising        | Boston           | Kraft Group                     |
| Division Atlantique | Florida Mayhem         | Miami et Orlando | Misfits                         |
| Division Atlantique | Houston Outlaws        | Houston          | OpTic Gaming                    |
| Division Atlantique | London Spitfire        | Londres          | Cloud9                          |
| Division Atlantique | New-York Excelsior     | New York         | Sterling.VC                     |
| Division Atlantique | Paris Eternal          | Paris            | DM Esports                      |
| Division Atlantique | Philadelphia Fusion    | Philadelphie     | Comcast Spectacor               |
| Division Atlantique | Toronto Defiant        | Toronto          | OverActive Media et Splyce      |
| Division Atlantique | Washington Justice     | Washington       | Washington Esports Ventures     |
| Division Pacifique  | Chengdu Hunters        | Chengdu          | Huya                            |
| Division Pacifique  | Dallas Fuel            | Dallas           | Team Envy                       |
| Division Pacifique  | Guangzhou Charge       | Guangzhou        | Nenking Group                   |
| Division Pacifique  | Hangzhou Spark         | Hangzhou         | Bilibili                        |
| Division Pacifique  | Los Angeles Gladiators | Los Angeles      | Kroenke Sport and Entertainment |
| Division Pacifique  | Los Angeles Valiant    | Los Angeles      | Immortals                       |
| Division Pacifique  | San Francisco Shock    | San Francisco    | NRG Esports                     |
| Division Pacifique  | Seoul Dynasty          | Seoul            | Gen.G                           |
| Division Pacifique  | Shanghai Dragons       | Shanghai         | NetEase                         |
| Division Pacifique  | Vancouver Titans       | Vancouver        | Aqualini Investment Group       |

### Résultats
Après plusieurs mois de compétition, la finale a lieu le 29 septembre 2019 et oppose Vancouver Titans à San Francisco Shock. Les San Francisco Shock s'impose sur un 4-0. 
| Saison | Vainqueur           | Finaliste        | 3e/4e                             | 5e/6e                                | MVP de la finale                                |
| ------ | ------------------- | ---------------- | --------------------------------- | ------------------------------------ | ----------------------------------------------- |
| 2019   | San Francisco Shock | Vancouver Titans | New York Excelsior Hangzhou Spark | Los Angeles Gladiators Atlanta Reign | Choi "ChoiHyoBin" Hyo-bin (San Francisco Shock) |

## Saison 2020
Le format de la League évolue avec la délocalisation des événements dans les pays participants durant les homestands (annulés à cause de la pandémie de Covid-19). Aucune nouvelle équipe n'est créée cette année.
| Divisions           | Équipes                | Villes           | Propriétaire de l'équipe        |
| ------------------- | ---------------------- | ---------------- | ------------------------------- |
| Division Atlantique | Atlanta Reign          | Atlanta          | Atlanta Esports Ventures        |
| Division Atlantique | Boston Uprising        | Boston           | Kraft Group                     |
| Division Atlantique | Florida Mayhem         | Miami et Orlando | Misfits                         |
| Division Atlantique | Houston Outlaws        | Houston          | OpTic Gaming                    |
| Division Atlantique | London Spitfire        | Londres          | Cloud9                          |
| Division Atlantique | New-York Excelsior     | New York         | Sterling.VC                     |
| Division Atlantique | Paris Eternal          | Paris            | DM Esports                      |
| Division Atlantique | Philadelphia Fusion    | Philadelphie     | Comcast Spectacor               |
| Division Atlantique | Toronto Defiant        | Toronto          | OverActive Media et Splyce      |
| Division Atlantique | Washington Justice     | Washington       | Washington Esports Ventures     |
| Division Pacifique  | Chengdu Hunters        | Chengdu          | Huya                            |
| Division Pacifique  | Dallas Fuel            | Dallas           | Team Envy                       |
| Division Pacifique  | Guangzhou Charge       | Guangzhou        | Nenking Group                   |
| Division Pacifique  | Hangzhou Spark         | Hangzhou         | Bilibili                        |
| Division Pacifique  | Los Angeles Gladiators | Los Angeles      | Kroenke Sport and Entertainment |
| Division Pacifique  | Los Angeles Valiant    | Los Angeles      | Immortals                       |
| Division Pacifique  | San Francisco Shock    | San Francisco    | NRG Esports                     |
| Division Pacifique  | Seoul Dynasty          | Seoul            | Gen.G                           |
| Division Pacifique  | Shanghai Dragons       | Shanghai         | NetEase                         |
| Division Pacifique  | Vancouver Titans       | Vancouver        | Aqualini Investment Group       |

Le hero pool apparaît durant la cinquième semaine de la saison. Chaque semaine quatre héros différents sont bannis (1 tank, 2 dégâts et 1 healer)
Depuis la semaine 19 de la saison 3 (2020), le héro pool a été partiellement réinitialisé. Pendant la semaine 19 et 20, les mêmes héros étaient bannis mais les deux semaines suivantes, aucun héros ne l'était.

### Résultats
Après plusieurs mois de compétition, la finale entre San Francisco Shock et Seoul Dynasty a lieu le 10 octobre 2020 et se terminera sur un 4-2 pour San Francisco Shock. Il s'agit de la seconde victoire consécutive pour cette équipe. 
| Saison | Vainqueur           | Finaliste     | 3e/4e                                | 5e/6e                                 | MVP de la finale                            |
| ------ | ------------------- | ------------- | ------------------------------------ | ------------------------------------- | ------------------------------------------- |
| 2020   | San Francisco Shock | Seoul Dynasty | Shanghai Dragons Philadelphia Fusion | Washington Justice New York Excelsior | Namjoo "Striker" Kwon (San Francisco Shock) |

## Saison 2021
La quatrième saison de l'Overwatch League est annoncée le 20 février 2021 pendant la BlizzCon. Les 20 équipes restent les mêmes que les deux années précédentes. 
| Divisions           | Équipes                | Villes           | Propriétaire de l'équipe        |
| ------------------- | ---------------------- | ---------------- | ------------------------------- |
| Division Atlantique | Atlanta Reign          | Atlanta          | Atlanta Esports Ventures        |
| Division Atlantique | Boston Uprising        | Boston           | Kraft Group                     |
| Division Atlantique | Florida Mayhem         | Miami et Orlando | Misfits                         |
| Division Atlantique | Houston Outlaws        | Houston          | OpTic Gaming                    |
| Division Atlantique | London Spitfire        | Londres          | Cloud9                          |
| Division Atlantique | New-York Excelsior     | New York         | Sterling.VC                     |
| Division Atlantique | Paris Eternal          | Paris            | DM Esports                      |
| Division Atlantique | Philadelphia Fusion    | Philadelphie     | Comcast Spectacor               |
| Division Atlantique | Toronto Defiant        | Toronto          | OverActive Media et Splyce      |
| Division Atlantique | Washington Justice     | Washington       | Washington Esports Ventures     |
| Division Pacifique  | Chengdu Hunters        | Chengdu          | Huya                            |
| Division Pacifique  | Dallas Fuel            | Dallas           | Team Envy                       |
| Division Pacifique  | Guangzhou Charge       | Guangzhou        | Nenking Group                   |
| Division Pacifique  | Hangzhou Spark         | Hangzhou         | Bilibili                        |
| Division Pacifique  | Los Angeles Gladiators | Los Angeles      | Kroenke Sport and Entertainment |
| Division Pacifique  | Los Angeles Valiant    | Los Angeles      | LinGan e-Sports                 |
| Division Pacifique  | San Francisco Shock    | San Francisco    | NRG Esports                     |
| Division Pacifique  | Seoul Dynasty          | Seoul            | Gen.G                           |
| Division Pacifique  | Shanghai Dragons       | Shanghai         | NetEase                         |
| Division Pacifique  | Vancouver Titans       | Vancouver        | Aqualini Investment Group       |

### Résultats
| Saison | Vainqueur        | Finaliste     | 3e/4e                           | 5e/6e                                  | MVP de la finale                     |
| ------ | ---------------- | ------------- | ------------------------------- | -------------------------------------- | ------------------------------------ |
| 2021   | Shanghai Dragons | Atlanta Reign | Dallas Fuel San Francisco Shock | Chengdu Hunters Los Angeles Gladiators | Lee "Lip" Jae-won (Shanghai Dragons) |

## Saison 2022
La cinquième saison de l'Overwatch League se passe maintenant sur une version bêta d'Overwatch 2. Les 20 équipes restent les mêmes que les trois années précédentes. 
| Divisions           | Équipes                | Villes           | Propriétaire de l'équipe        |
| ------------------- | ---------------------- | ---------------- | ------------------------------- |
| Division Atlantique | Atlanta Reign          | Atlanta          | Atlanta Esports Ventures        |
| Division Atlantique | Boston Uprising        | Boston           | Kraft Group                     |
| Division Atlantique | Dallas Fuel            | Dallas           | Team Envy                       |
| Division Atlantique | Florida Mayhem         | Miami et Orlando | Misfits                         |
| Division Atlantique | Houston Outlaws        | Houston          | OpTic Gaming                    |
| Division Atlantique | London Spitfire        | Londres          | Cloud9                          |
| Division Atlantique | Los Angeles Gladiators | Los Angeles      | Kroenke Sport and Entertainment |
| Division Atlantique | New-York Excelsior     | New York         | Sterling.VC                     |
| Division Atlantique | Paris Eternal          | Paris            | DM Esports                      |
| Division Atlantique | San Francisco Shock    | San Francisco    | NRG Esports                     |
| Division Atlantique | Toronto Defiant        | Toronto          | OverActive Media et Splyce      |
| Division Atlantique | Vancouver Titans       | Vancouver        | Aqualini Investment Group       |
| Division Atlantique | Washington Justice     | Washington       | Washington Esports Ventures     |
| Division Pacifique  | Chengdu Hunters        | Chengdu          | Huya                            |
| Division Pacifique  | Guangzhou Charge       | Guangzhou        | Nenking Group                   |
| Division Pacifique  | Hangzhou Spark         | Hangzhou         | Bilibili                        |
| Division Pacifique  | Los Angeles Valiant    | Los Angeles      | LinGan e-Sports                 |
| Division Pacifique  | Philadelphia Fusion    | Philadelphie     | Comcast Spectacor               |
| Division Pacifique  | Seoul Dynasty          | Seoul            | Gen.G                           |
| Division Pacifique  | Shanghai Dragons       | Shanghai         | NetEase                         |

### Résultats
Après plusieurs mois de compétition, la finale entre San Francisco Shock et Dallas Fuel se déroula le 5 novembre 2022 au Anaheim Convention Center. Elle s'est terminée sur la première victoire des Dallas Fuel dans l'histoire de la compétition, 4-3.
| Saison | Vainqueur   | Finaliste           | 3e/4e                          | 5e/6e                         | MVP de la finale                     |
| ------ | ----------- | ------------------- | ------------------------------ | ----------------------------- | ------------------------------------ |
| 2022   | Dallas Fuel | San Francisco Shock | Houston Outlaws Hangzhou Spark | London Spitfire Seoul Dynasty | Lee "Fearless" Euiseok (Dallas Fuel) |

## Récompenses de joueurs
Durant la finale, différents prix individuels sont remis aux joueurs pour les féliciter. Le prix principal étant le MVP de la saison qui récompense le meilleur joueur sur l'ensemble de la saison. Il y a aussi le Dennis Hawelka Award, qui récompense le joueur ayant l'impact le plus positif sur la communauté, et le Rookie de la saison, qui récompense le meilleur nouveau joueur de la saison. En 2020, un prix du meilleur coach est créé.  
| Année | MVP                                           | Dennis Hawelka Award                            | Rookie de l'année                            | Coach de l'année                                 |
| ----- | --------------------------------------------- | ----------------------------------------------- | -------------------------------------------- | ------------------------------------------------ |
| 2018  | Seong-Hyun "JJonak" Bang (New York Excelsior) | Pongphop “Mickie” Rattanasangchod (Dallas Fuel) | Non attribué                                 | Non attribué                                     |
| 2019  | Jay "sinatraa" Won (San Francisco Shock)      | Scott "Custa" Kennedy (Los Angeles Valiant)     | Kim "Haksal" Hyo-jong (Vancouver Titans)     | Non attribué                                     |
| 2020  | Kim "Fleta" Byung-sun (Shanghai Dragons)      | Caleb "McGravy" McGarvey (Los Angeles Valiant)  | Kyung-bo "Alarm" Kim (Philadelphia Fusion)   | Byung-chul "Moon" Moon (Shanghai Dragons)        |
| 2021  | Huang "Leave" Xin (Chengdu Hunters)           | Kim "Sparkle" Yeong-han (Dallas Fuel)           | Oh "Pelican" Se-hyun (Atlanta Reign)         | Yun "Rush" Hee-won (Dallas Fuel)                 |
| 2022  | Kim "Proper" Dong-Hyun (San Francisco Shock)  | Hadi "Hadi" Bleinagel (London Spitfire)         | Kim "Proper" Dong-Hyun (San Francisco Shock) | Christopher "Christfer" Graham (London Spitfire) |

Des prix sont remis aux 4 meilleurs joueurs de chaque rôles.
| Année | DPS | Tank | Soutien |
| ----- | --- | --- | --- |
| 2019  | Corey "Corey" Nigra (Washington Justice) Yang "DDing" Jin-hyeok (Shanghai Dragons) Kim "Haksal" Hyo-jong (Vancouver Titans) Jay "sinatraa" Won (San Francisco Shock)                                       | Choi "Choihyobin" Hyo-bin (San Francisco Shock) Qiulin "Guxue" Xu (Hanghzou Spark) Kim "mano" Dong-gyu (New York Excelsior) Matthew "super" DeLisi (San Francisco Shock)  | Park "iDK" Ho-jin (Hanghzou Spark) Park "Kariv" Young-seo (Los Angeles Valiant) Grant "Moth" Espe (San Francisco Shock) Lee "Twilight" Ju-seok (Vancouver Titans)        |
| 2020  | Kim "Sp9rk1e" Yeong-han (Paris Eternal) Seonchang "ANS" Lee (San Francisco Shock) Jae-hyeok "Carpe" Lee (Philadelphia Fusion) Byungsun "Fleta" Kim (Shanghai Dragons) Lee "LIP" Jae-won (Shanghai Dragons) | Choi "Choihyobin" Hyo-bin (San Francisco Shock) Ki-cheol "Cr0ng" Nam (Guangzhou Charge) Eui-Seok "Fearless" Lee (Shanghai Dragons) Jun-woo "Void" Kang (Shanghai Dragons) | Minki "Viol2t" Park (San Francisco Shock) Jae-gon "LeeJaeGon" Lee (Shanghai Dragons) Brice "FDGoD" Monsçavoir (Paris Eternal) Kyung-bo "Alarm" Kim (Philadelphia Fusion) |
| 2021  | Huang "Leave" Xin (Chengdu Hunters) Kim "Sp9rk1e" Yeong-han (Dallas Fuel) Lee "LIP" Jae-won (Shanghai Dragons) Kevin “Kevster” Persson (Los Angeles Gladiators)                                            | Eui-Seok "Fearless" Lee (Dallas Fuel) Han-Been “Hanbin” Choi (Dallas Fuel) Jun-woo "Void" Kang (Shanghai Dragons) Indy “Space” Halpern (Los Angeles Gladiators)           | Jin-Seo “Shu” Kim (Los Angeles Gladiators) Min-Chul “Izayaki” Kim (Shanghai Dragons) Jun “Fielder” Kwon (Dallas Fuel) Jae-Gon “Leejaegon” Lee (Shanghai Dragons)         |

## Ajout de cosmétique
Pour soutenir et renforcer l'identité des équipes, Blizzard a mis en œuvre des modifications cosmétiques au jeu. Chacune des équipes ont reçu un skin, qui porte leurs couleurs, leur logo et leur nom, sur tous les personnages de Overwatch. Toutefois, les joueurs (hormis de l'Overwatch League) peuvent acheter ces skins sur chaque personnage en échange de jetons, une monnaie spéciale dans le jeu, ajoutée un jour avant la saison régulière de 2018, qui exige des fonds du monde réel à l'achat. Néanmoins, les équipes obtiennent une partie du revenu des skins de leur équipe. Cette monnaie est, depuis la saison 3, obtenable en regardant regardant les diffusions en direct de l'Overwatch League (sur Twitch en 2019 et sur YouTube depuis 2020).

## Répartition des bonus
| Classement                         | Récompenses en 2018 | Récompenses en 2019 | Récompenses en 2020 | Récompenses en 2021 |
| ---------------------------------- | ------------------- | ------------------- | ------------------- | ------------------- |
| Classement pour les phases finales |                     |                     |                     |                     |
| 1re place                          | 1 000 000 $         | 1 100 000 $         | 1 500 000 $         | 1 500 000 $         |
| 2e place                           | 400,000 $           | 600,000 $           | 750,000 $           | 700,000 $           |
| 3e place                           | 100,000 $           | 450,000 $           | 450,000 $           | 350,000 $           |
| 4e place                           | 100,000 $           | 350,000 $           | 350,000 $           | 300,000 $           |
| 5e place                           | 50,000 $            | 300,000 $           | 250,000 $           | 200,000 $           |
| 6e place                           | 50,000 $            | 300,000 $           | 250,000 $           | 100,000 $           |
| 7e place                           | X                   | 200,000 $           | 75,000 $            | 50,000 $            |
| 8e place                           | X                   | 200,000 $           | 75,000 $            | 50,000 $            |
| 9e à 12e place                     | X                   | X                   | 75,000 $            | X                   |

En plus de ces récompenses liées aux résultats lors des phases finales, des « mini-tournois » sont organisés durant la saison permettant aux équipes de gagner des prix.
| Équipes                | Récompense en 2018 | Récompenses en 2019 | Récompenses en 2020 | Récompenses en 2021 (sans Countdown Cup & Finale) | Totaux      |
| ---------------------- | ------------------ | ------------------- | ------------------- | ------------------------------------------------- | ----------- |
| Atlanta Reign          | X                  | 325,000 $           | 85,000 $            | 55,000 $                                          | 465,000 $   |
| Boston Uprising        | 225,000 $          | 25,000 $            | 0 $                 | 0 $                                               | 250,000 $   |
| Florida Mayhem         | 25,000 $           | 0 $                 | 120,000 $           | 35,000 $                                          | 180,000 $   |
| Houston Outlaws        | 75,000 $           | 25,000 $            | 5,000 $             | 0 $                                               | 105,000 $   |
| London Spitfire        | 1 200 000 $        | 225,000 $           | 0 $                 | 0 $                                               | 1 425 000 $ |
| New-York Excelsior     | 650,000 $          | 525,000 $           | 250,000 $           | 20,000 $                                          | 1 445 000 $ |
| Paris Eternal          | X                  | 0 $                 | 165,000 $           | 0 $                                               | 165,000 $   |
| Philadelphia Fusion    | 525,000 $          | 50,000 $            | 415,000 $           | 0 $                                               | 990,000 $   |
| Toronto Defiant        | X                  | 25,000 $            | 20,000 $            | 0 $                                               | 45,000 $    |
| Washington Justice     | X                  | 0 $                 | 255,000 $           | 0 $                                               | 255,000 $   |
| Chengdu Hunters        | X                  | 0 $                 | 15,000 $            | 90,000 $                                          | 105,000 $   |
| Dallas Fuel            | 50,000 $           | 25,000 $            | 10,000 $            | 205,000 $                                         | 290,000 $   |
| Guangzhou Charge       | X                  | 0 $                 | 145,000 $           | 0 $                                               | 145,000 $   |
| Hangzhou Spark         | X                  | 380,000 $           | 35,000 $            | 0 $                                               | 415,000 $   |
| Los Angeles Gladiators | 200,000 $          | 325,000 $           | 85,000 $            | 0 $                                               | 610,000 $   |
| Los Angeles Valiant    | 400,000 $          | 50,000 $            | 90,000 $            | 0 $                                               | 540,000 $   |
| San Francisco Shock    | 90,000 $           | 1 500 000 $         | 1 635 000 $         | 0 $                                               | 3 225 000 $ |
| Seoul Dynasty          | 75,000 $           | 275,000 $           | 795,000 $           | 0 $                                               | 1 145 000 $ |
| Shanghai Dragons       | 25,000 $           | 225,000 $           | 595,000 $           | 270,000 $                                         | 1 115 000 $ |
| Vancouver Titans       | X                  | 950,000 $           | 0 $                 | 0 $                                               | 950,000 $   |

## Arrêt et héritage
En novembre 2023, Blizzard annonce mettre officiellement fin à l'Overwatch League, notamment en raison de la pandémie de Covid-19. Deux mois plus tard, en janvier 2024, Blizzard annonce en remplacement les Overwatch Champions Series, une nouvelle ligue avec un nouveau format. Ce sont cette fois-ci deux organisations distinctes qui gèreront les régions, avec deux finales se déroulant à la DreamHack.
Si l'arrêt de l'Overwatch League a pu sembler être un échec, des journalistes comme à ESPN notent néanmoins que l'expérience acquise par Blizzard a pu être utilisée sur d'autres jeux, notamment Call of Duty. On peut également voir la délégation du nouveau format à des entreprises externes comme une meilleure manière de gérer l'aspect esportif des jeux. 
Des observateurs externes ont néanmoins noté que l'échec de la League pouvait être partiellement dû à Overwatch 2 en lui-même mais également à la politique de Blizzard, qui a éloigné certains sponsors.